# Wojciech Kozdruń
Wojciech Bogdan Kozdruń – polski lekarz weterynarii, doktor habilitowany nauk weterynaryjnych, profesor na Politechnice Bydgoskiej im. Jana i Jędrzeja Śniadeckich oraz pracownik w Państwowym Instytucie Weterynaryjnym – Państwowym Instytucie Badawczym, badacz chorób drobiu, wirusolog.

## Kariera naukowa
W 1995 roku na Akademii Rolniczej w Lublinie uzyskał tytuł lekarza weterynarii. W tym samym roku został zatrudniony w Państwowym Instytucie Weterynaryjnym – Państwowym Instytucie Badawczym, gdzie w 2003 roku uzyskał stopień doktora nauk weterynaryjnych na podstawie rozprawy pt. Charakterystyka krajowych szczepów wirusa choroby Mareka, której promotorem była Elżbieta Samorek-Salamonowicz. W 2013 roku ten sam instytut nadał mu stopień stopień doktora habilitowanego nauk weterynaryjnych na podstawie pracy pt. Doskonalenie diagnostyki wirusowych chorób drobiu. W 2021 roku został zatrudniony na Politechnice Bydgoskiej im. Jana i Jędrzeja Śniadeckich.